# Miguel Arcanjo
Miguel Arcanjo, de son nom complet Miguel Arcanjo Arsénio de Oliveira, est un footballeur portugais né le 13 mai 1932 à Nouvelle-Lisbonne en Angola portugais. Il évoluait au poste de défenseur central.

## Biographie

### En club
Miguel Arcanjo joue pendant près de 16 saisons au FC Porto. Avec ce club, il dispute un total de 228 matchs en première division portugaise entre 1953 et 1965, mais sans inscrire le moindre but. Il est sacré champion du Portugal à deux reprises, en 1956 puis en 1959,.
Il remporte également avec cette équipe la Coupe du Portugal à deux reprises, en 1956 et 1958,.
Miguel Arcanjo est le premier joueur africain à jouer sous les couleurs du FC Porto, il est considéré comme l'un des plus grands défenseurs de l'histoire du club. 

### En équipe nationale
International portugais, il reçoit neuf sélections en équipe du Portugal entre 1957 et 1965, pour aucun but marqué.
Il joue son premier match en équipe nationale le 26 mai 1957 dans le cadre des qualifications pour la Coupe du monde 1958 contre la Italie (victoire 3-0 à Oeiras). 
Son dernier match a lieu le 25 janvier 1965 contre la Turquie pour les qualifications pour la Coupe du monde 1966 (victoire 5-1 à Oeiras).

## Palmarès
Avec le FC Porto :
- Champion du Portugal en 1956 et 1959
- Vice-champion du Portugal en 1954, 1957, 1958, 1962, 1963, 1964 et 1965
- Vainqueur de la Coupe du Portugal en 1956 et 1958
- Finaliste de la Coupe du Portugal en 1959, 1961 et 1964